# Tepatitlán de Morelos
Tepatitlán de Morelos là một đô thị thuộc bang Jalisco, México. Năm 2005, dân số của đô thị này là 126625 người.